# Willi Witte (Politiker)
Willi Witte (* 1930 in Harburg) ist ein deutscher Politiker (SPD).

## Leben und Beruf
Nach der Schule machte Witte eine Ausbildung zum Heizungsmonteur. Während der Zeit in der Bürgerschaft war er schon Rentner.

## Politik
Seit 1978 ist Witte Mitglied in der SPD.
Von 1991 bis 2001 war er Mitglied der Hamburgischen Bürgerschaft. Er saß unter anderem im Eingabenausschuss und Sozialausschuss.
Im Mai 2004 wurde er stellvertretender Vorsitzender der SPD-Arbeitsgemeinschaft 60Plus in Hamburg.